# Torremejía
Torremejía – gmina w Hiszpanii, w prowincji Badajoz, w Estramadurze, o powierzchni 24,3 km². W 2011 roku gmina liczyła 2254 mieszkańców.